# 晴川シンタ
晴川 シンタ（はれかわ シンタ）は、日本の漫画家。新潟県糸魚川市出身。

## 来歴
- 初めて読んだ漫画は『らんま1/2』であり、「自分も描いてみたい」と思うきっかけとなった[4]。また、完結した『らんま1/2』の続きを読みたくて週刊少年サンデーを手に取り、この時初めて漫画雑誌という存在を知る[5]。
- 幼いころは、『らんま1/2』『烈火の炎』『からくりサーカス』『金色のガッシュ!!』『いでじゅう!』『ダイナマ伊藤!』『どりる』『天使な小生意気』を教科書に生きてきた超サンデーっ子であった。特に『からくりサーカス』は、その面白さ・恐怖・尊さの衝撃で、少ないお小遣いを握りしめながら単行本を買いに走っていたという[6][7]。
- 2016年5月、COMIC CITY出張編集部に持ち込みをする[8]。
- 2019年1月、『COMICフルール』（KADOKAWA）にて、『先輩、断じて恋では!』を連載。2022年、テレビドラマ化された[9]。
- 2021年10月、『ゼノン編集部』（コアミックス）にて、『天狗祓の三兄弟』を連載。
- 2024年8月、『週刊少年サンデー』（小学館）にて、『百瀬アキラの初恋破綻中。』を連載[10]。

## 作品リスト
- 一般誌
  - 『天狗祓の三兄弟』
  - 『百瀬アキラの初恋破綻中。』

- BL
  - 『先輩、断じて恋では!』
  - 『お前の前で泣くもんか』
  - 『先輩さまの言うとおり』
  - 『ぼくの初めてゲイ婚活』（原作:飯田ヒロキ）
  - 『全員起立！私立BL学園高等学校』
  - 『淫魔くんはお仕事できない』
  - 『ラスト・オメガバース』
  - 『可愛いセンパイにしたいこと』
  - 『成仏させたい私の萌え』にて一部収録。